# Esperanza Molina Cubillo
Esperanza Molina Cubillo (Madrid, 1931 - Vitoria, 22 de mayo de 2021) fue una escritora y antropóloga española defensora de los derechos de las mujeres y de las personas jóvenes.

## Biografía
Nació en Madrid en 1931 y creció en el seno de una familia acomodada. Doctora en Filosofía y Letras, trabajó en la creación del Pozo del Tío Raimundo, trasladando allí su domicilio de 1957 a 1964.

### En el Pozo del Tío Raimundo
El 15 de febrero de 1957 decidió dejar su vida cómoda de "niña de Serrano" para irse con su novio Paulino Pérez Flores, quien tomó la decisión de ir a colaborar en la construcción de El pozo del Tío Raimundo, un barrio madrileño al que llegaban personas y familias sin recursos en la época de la posguerra. La pareja se trasladó a vivir al Pozo del Tío Raimundo donde formaron su chabola-hogar y donde nacieron tres de sus cuatro hijos. Vivieron allí hasta 1964. Fue una experiencia fuerte para ella.
Colaboró en la formación académica de los más jóvenes. Realizó estudios etnográficos sobre el barrio, destacándose el libro Los otros madrileños, donde se describe, en detalle, el día a día de la vecindad, los usos y costumbres de los habitantes del Pozo y sus avatares vitales, imprescindible para conocer el aspecto humano que había —y que aún hay en otros lugares— tras el concepto del chabolismo.

### Trayectoria política
«A las cabañas bajé, a los palacios subí..», era una frase que repetía Molina parafraseando a Don Juan Tenorio. Sin estar afiliada al Partido Socialista Obrero Español, y teniendo una ideología política más cerca del Partido Comunista de España y de Comisiones Obreras, fue asesora del gabinete de Felipe González durante 3 años en materia de empleo. Cuando entró a trabajar en Moncloa, se asombraban de que no estuviera afiliada. Se afilió al PSOE al salir de La Moncloa. En las elecciones del año 2000, con 68 años, ocupó el segundo puesto en la candidatura del PSE-EE por Álava, después de Ramón Jáuregui.

### Trayectoria profesional
Doctora en Filosofía y Letras y antropóloga, su carrera profesional se desarrolló entre la enseñanza y la publicación de numerosos libros. Impartió docencia en el Departamento de Antropología y Etnología Americana de la Universidad Complutense de Madrid y en la Universidad de Lathan (Nueva York). También trabajó en el INEM, del que fue directora provincial de Álava entre 1990 y 1996, donde su lucha contra la discriminación salarial de las mujeres dejó huella.
Fue miembro del Forum Feminista María de Maeztu y participaba en tertulias y programas de radio, como en Radio Vitoria. Tras jubilarse, fue profesora de las Aulas de la Experiencia del campus alavés, asesora de jóvenes empresarios, promotora de la cultura marroquí desde la asociación Assadaka y autora de varios libros.

## Vida personal
Estaba casada y madre de cuatro hijos. Le gusta escribir, la mejor forma de disfrutar de sus escasos momentos de soledad. Le gustaba mucho pensar. Cuando su madre le pedía hacer alguna tarea, ella le decía "estoy pensando". Le costaba aceptar morirse y le parecía irracional que las personas se matasen entre ellas. Le quedaba la esperanza de que las personas dejasen alguna vez de matarse.

## Obras
- Identidad y cultura (Editorial Acebo, S.A. -antes Marsiega-,1975).[10]
- Los otros madrileños. El Pozo del Tío Raimundo. (El Avapies, S.A., 1984).[11] ISBN: 84-86280-07-9
- Antropología y animación sociocultural (Editorial Marsiega, 1985).[12]
- Las siete muertes de Charo Pérez (ARTE ACTIVO, 2003).[13]
- Los hijos de Eulogio (ARTE ACTIVO, 2007).[14]

## Premios y reconocimientos
- 2009 Medalla al Mérito en el Trabajo en su categoría de oro, concedida por el Gobierno de España.[15]